# Huohua (socken i Kina, Jiangsu)
Huohua (kinesiska: 火花, 火花街道) är en socken i Kina. Den ligger i prefekturen Xuzhou Shi och provinsen Jiangsu, i den östra delen av landet, omkring 290 kilometer nordväst om provinshuvudstaden Nanjing. Antalet invånare är 25742. Befolkningen består av 12 705 kvinnor och 13 037 män. Barn under 15 år utgör 15,0 %, vuxna 15-64 år 76 %, och äldre över 65 år 7,0 %.
Genomsnittlig årsnederbörd är 961 millimeter. Den regnigaste månaden är juli, med i genomsnitt 205 mm nederbörd, och den torraste är januari, med 12 mm nederbörd.